# Quebrada de Humahuaca

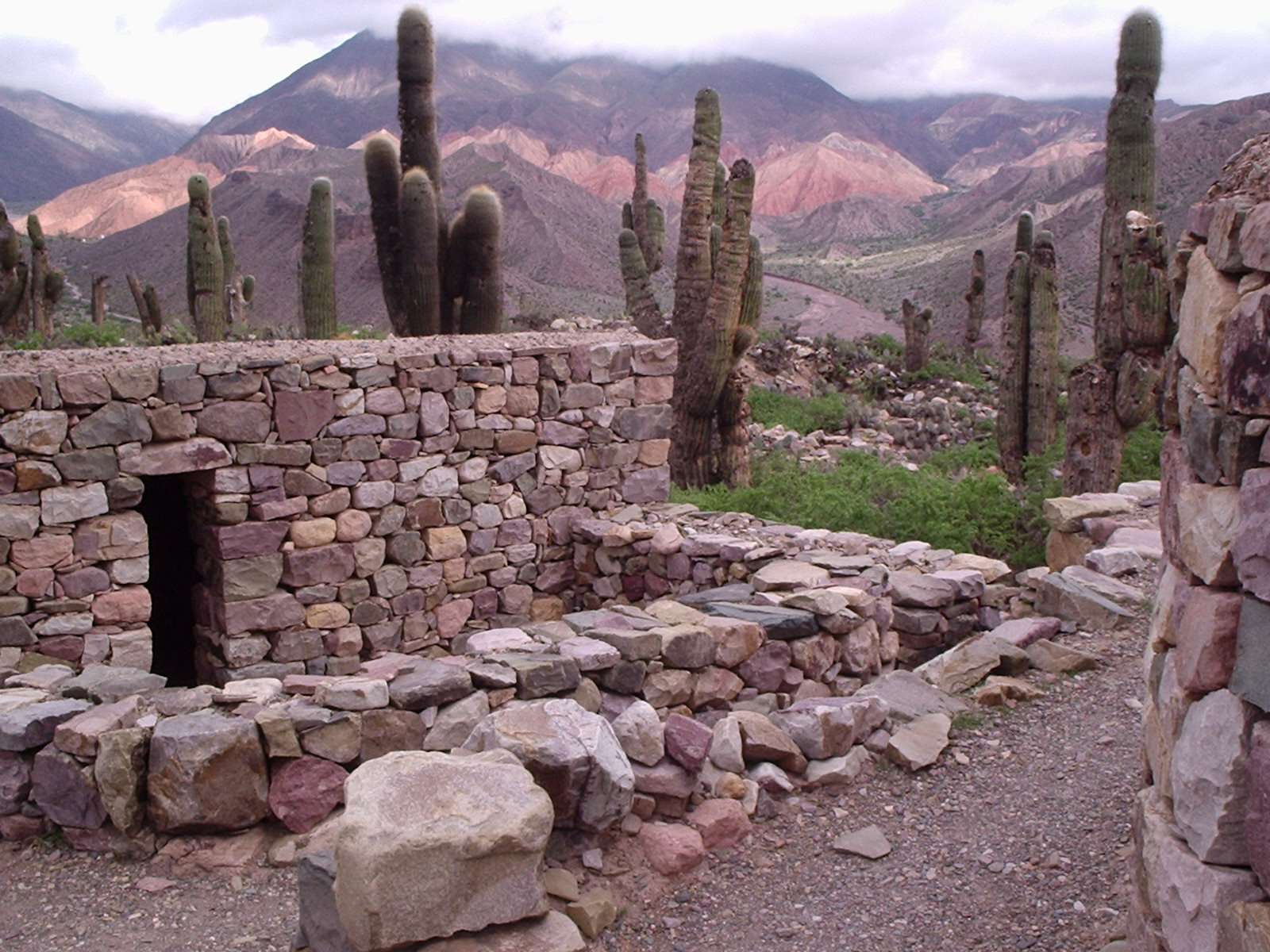
Tilcara.

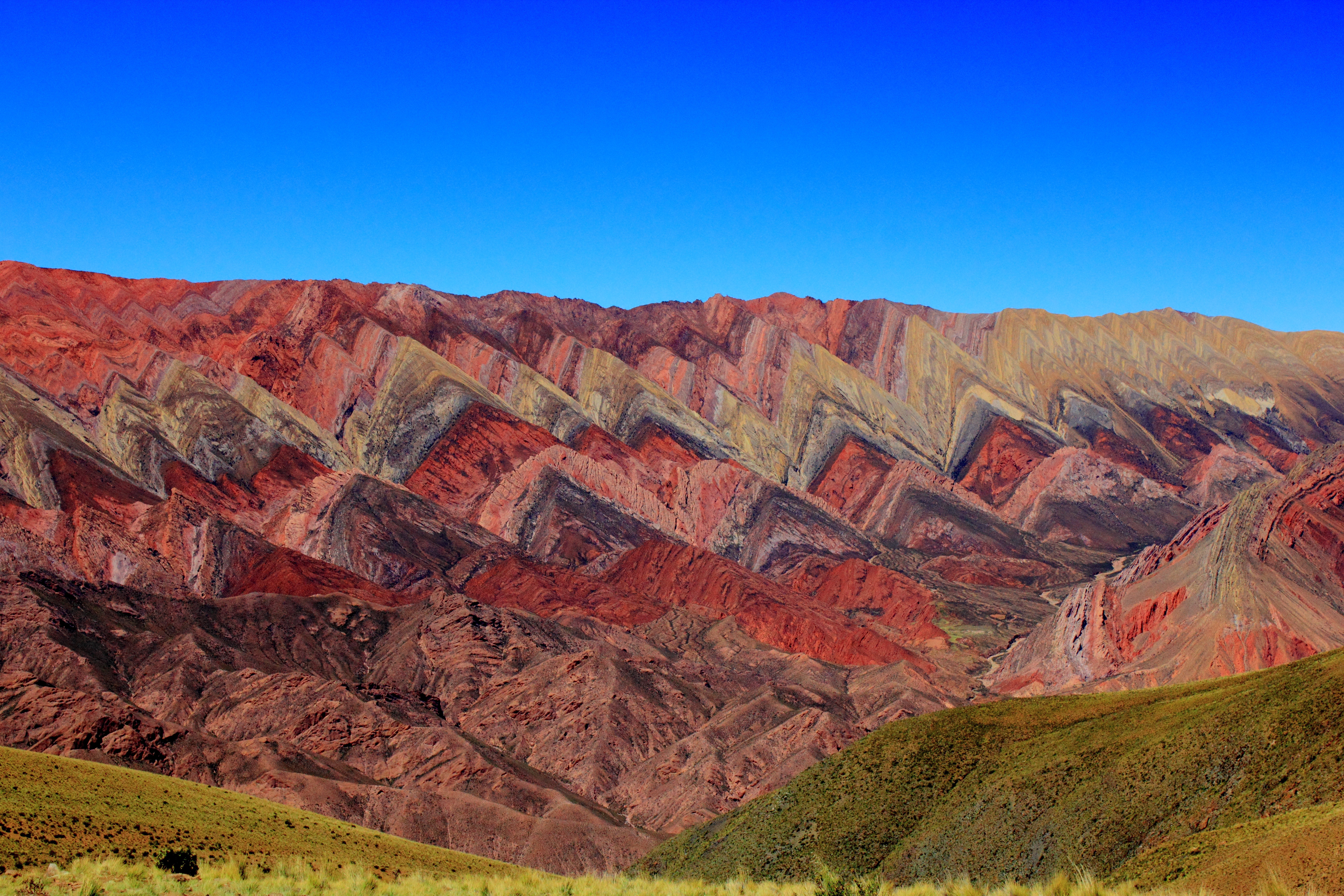
Hornocal.

Quebrada de Humahuaca är en ravin (Quebrada) längs Rio Grande de Jujuy, nära provinshuvudstaden San Salvador de Jujuy. Här gick en gång en av Inkarikets handelsvägar.
Bergen på båda sidorna om dalgången är i det närmaste kala med mycket sparsam vegetation. Tack vare detta kan man beundra de färgglada bergsformationerna. Följande platser är väl värda ett besök: 
- Purmamarca, med Cerro de los Siete Colores (de sju färgernas berg)
- Tilcara, ett rekonstruerat fort på en kulle mitt i dalen tillhörande Omaguaca, som anses vara områdets urbefolkning
- Humahuaca, den år 1594 grundade staden i kolonial stil, som gav ravinen dess namn och ligger nära 3000 meter över havet.

Quebrada de Humahuaca blev 2003 ett världsarv.